# ورزشگاه رناتو دلارا
 ورزشگاه رناتو دلارا  (به ایتالیایی: Stadio Renato Dall'Ara) ورزشگاهی در شهر بولونیا در کشور ایتالیا است.
بازی‌های خانگی باشگاه فوتبال بولونیا در این ورزشگاه برگزار می‌شود.

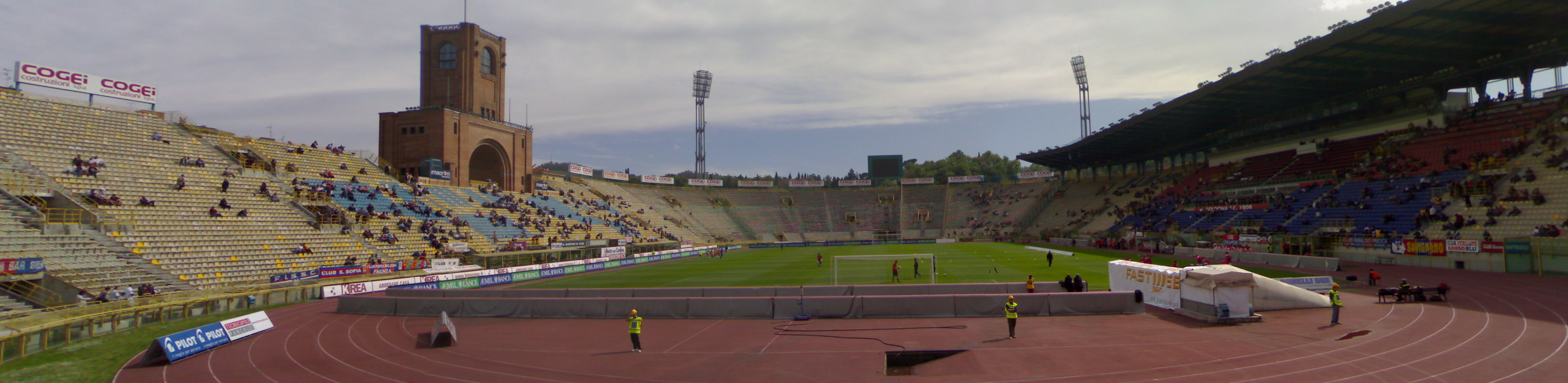